# Višnjica (żupania splicko-dalmatyńska)
Višnjica – wieś w Chorwacji, w żupanii splicko-dalmatyńskiej, w mieście Vrgorac. W 2011 roku liczyła 14 mieszkańców.